# Tiramisu (film)
Tiramisu is een Nederlandse film uit 2008 geschreven en geregisseerd door Paula van der Oest. De film ging op 6 maart 2008 in première met in de hoofdrollen Jacob Derwig en Anneke Blok. De film won twee Gouden Kalveren voor beste actrice (Anneke Blok) en voor beste muziek (Michiel Borstlap).

## Verhaal
Het verhaal draait rond de wat saaie boekhouder Jacob (Derwig) die op een dag de excentrieke Anne (Blok) als cliënt krijgt. Hij komt er al gauw achter dat Anne bijna blut is, maar deze leeft zo in haar belevingswereld van luxe dat ze er niet aan toegeeft. Jacob raakt onder de indruk van Anne en besluit haar ook privé financieel bij te staan; hij adviseert wel haar woonboot te verkopen.

## Rolverdeling

### Hoofdrollen
- Anneke Blok - Anne
- Jacob Derwig - Jacob

### Bijrollen
- Gijs Scholten van Aschat - Lex
- Sylvia Hoeks - Vanessa
- Olga Zuiderhoek - Nettie
- Bert Geurkink - Bert
- Rifka Lodeizen - Marieke
- Jara Lucieer - Emma
- Manon Alving - Oudere vrouw
- Cheryl Ashruf - Eef
- Ali Ben Horsting - Nico
- Thomas Cammaert - Joost
- Laura de Boer - Luna
- Sophia de Hoog - Masja Kessels
- Matijs Jansen - Cameraman
- Waldemar Torenstra - Nick
- Matteo van der Grijn - Taco